# Lovelight
Lovelight è una canzone dell'artista pop britannico Robbie Williams, secondo singolo estratto dal settimo album Rudebox. È una cover di una canzone scritta da Lewis Taylor, che l'ha incisa per il suo album Stoned Pt. 1 nel 2003.

## Successo commerciale
Il singolo ha raggiunto la quarta posizione in classifica in Italia e l'ottavo posto nella classifica dei singoli più venduti nel Regno Unito. Prima della sua uscita, Lovelight era prevista da alcuni giornali britannici come una hit di maggiore successo rispetto a Rudebox. Al contrario, ha fatto registrare vendite più basse delle aspettative un po' in tutta Europa.

## Il video
Nel video musicale, che fu girato a Vienna, Williams balla in locale molto dark (Semper-Depot, Lehárgasse 6-8, a Vienna-Mariahilf) accompagnato da alcune ballerine.

## Tracce
International CD single numero 1
1. "Lovelight"
2. "Mess Me Up"

International CD single numero 2
1. "Lovelight"
2. "Lovelight" (Soulwax Ravelight Vocal)
3. "Lovelight" (Kurd Maverick Vocal)
4. "Lovelight" (Soul Mekanik Mekanikal remix)
5. "Lovelight" (Dark Horse remix)
6. "Lovelight" (Soulwax Ravelight dub)

DVD single
1. "Lovelight"
2. "Mess Me Up"
3. "Lovelight" (Soul Mekanik Mekanikal remix)
4. "And Through It All" (Live DVD trailer)

## Classifiche
| Classifica (2006)        | Posizione massima |
| ------------------------ | ----------------- |
| Australia                | 25                |
| Austria                  | 26                |
| Belgio (Fiandre)         | 18                |
| Belgio (Vallonia)        | 28                |
| Danimarca                | 7                 |
| Finlandia                | 6                 |
| Germania                 | 21                |
| Irlanda                  | 28                |
| Italia                   | 4                 |
| Paesi Bassi              | 9                 |
| Regno Unito              | 8                 |
| Spagna                   | 12                |
| Stati Uniti (dance club) | 8                 |
| Svezia                   | 23                |
| Svizzera                 | 25                |